# Sommer-Paralympics 2012/Teilnehmer (Komoren)
| stlisierte Goldmedaille | stlisierte Silbermedaille | stlisierte Bronzemedaille |
| ----------------------- | ------------------------- | ------------------------- |
| —                       | —                         | —                         |

Die Komoren entsendeten mit dem Schwimmer Hassani Ahamada Djae einen Sportler zu den Paralympischen Sommerspielen 2012 in London. Dieser nahm an den Wettkämpfen 50 Meter Freistil S9 teil, wurde jedoch bereits in den Vorläufen disqualifiziert.

## Teilnehmer nach Sportart

### Schwimmen
Männer:
- Hassani Ahamada Djae